# Summerton
Summerton – miasto w Stanach Zjednoczonych, w stanie Karolina Południowa, w hrabstwie Clarendon.